# VIe Senedd
Depuis le 8 mai 2021 
 (4 ans, 2 mois et 14 jours)
Présentation
Direction
Précédent
Le VIe Senedd (Sixth Senedd en anglais et Y Chweched Senedd en gallois), est le cycle parlementaire dévolu du Parlement gallois qui s’ouvre le 8 mai 2021 à la suite des élections tenues l’avant-veille.
Comme sous les précédentes législatures depuis 1999, aucun parti ne détient la majorité absolue au sein du parlement entrant dont la séance inaugurale se déroule le 12 mai 2021. Cependant, le Parti travailliste, à la tête d’une majorité relative pour la sixième fois, forme un gouvernement minoritaire dirigé par Mark Drakeford, de nouveau désigné premier ministre le jour de l’installation de la chambre. À la suite de l’accord de coopération (the Co-operation Agreement en anglais et y Cytundeb Cydweithio en gallois) conclu le 22 novembre 2021 entre l’exécutif travailliste et Plaid Cymru, le gouvernement détient le soutien sans participation des nationalistes lui permettant d’avoir une majorité fonctionnelle.
La présidence du Senedd est de nouveau confiée à Elin Jones, qui est cette fois-ci secondée par David Rees en tant que vice-président.

## Composition de l’exécutif

### Souverains
Lors de l’ouverture du VIe Senedd, le 8 mai 2021, Élisabeth II est la reine du Royaume-Uni depuis le 6 février 1952. À la suite de sa mort, son fils Charles III lui succède sur le trône britannique le 8 septembre 2022.

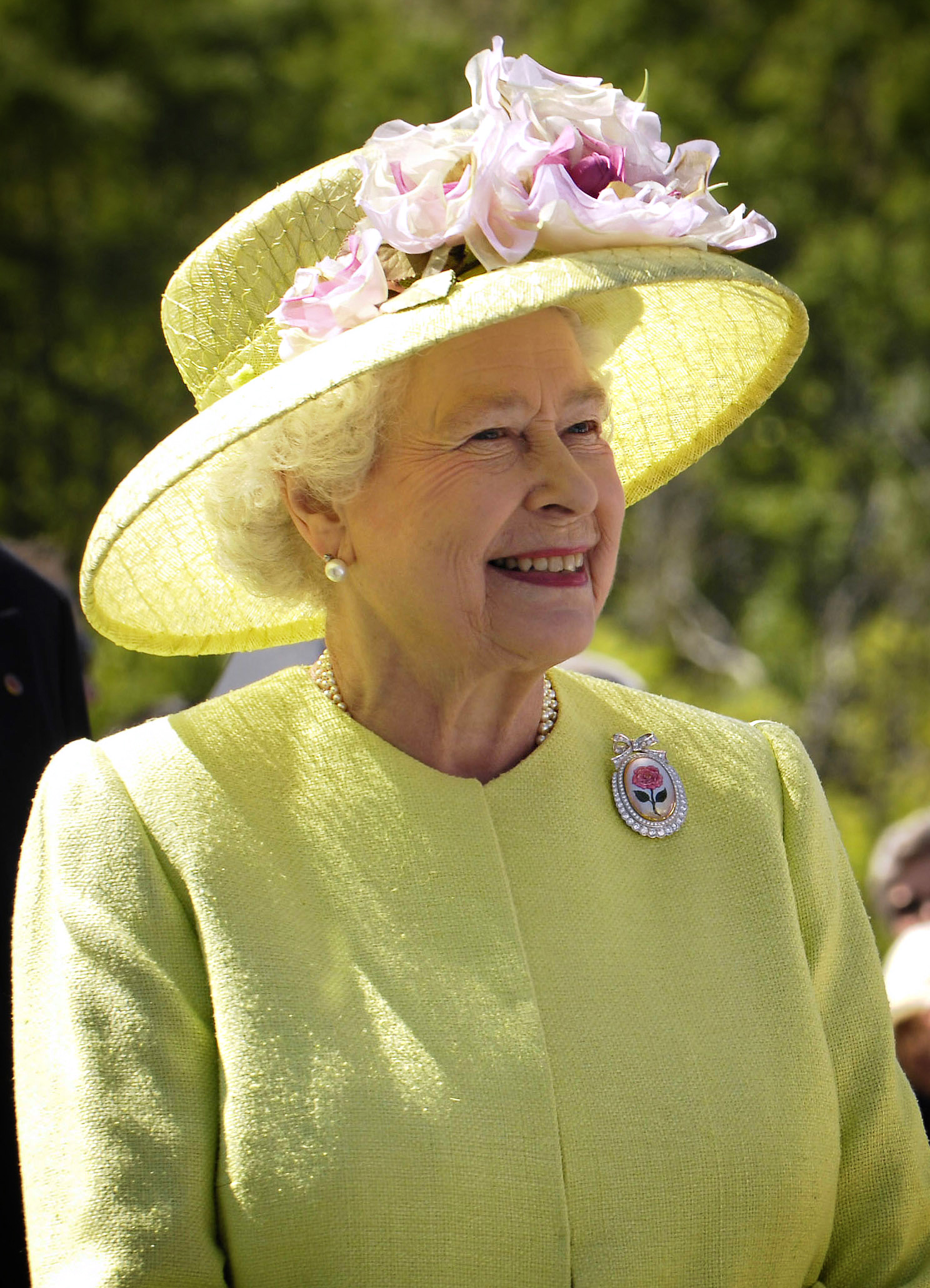
Élisabeth II, reine du Royaume-Uni jusqu’en 2022.
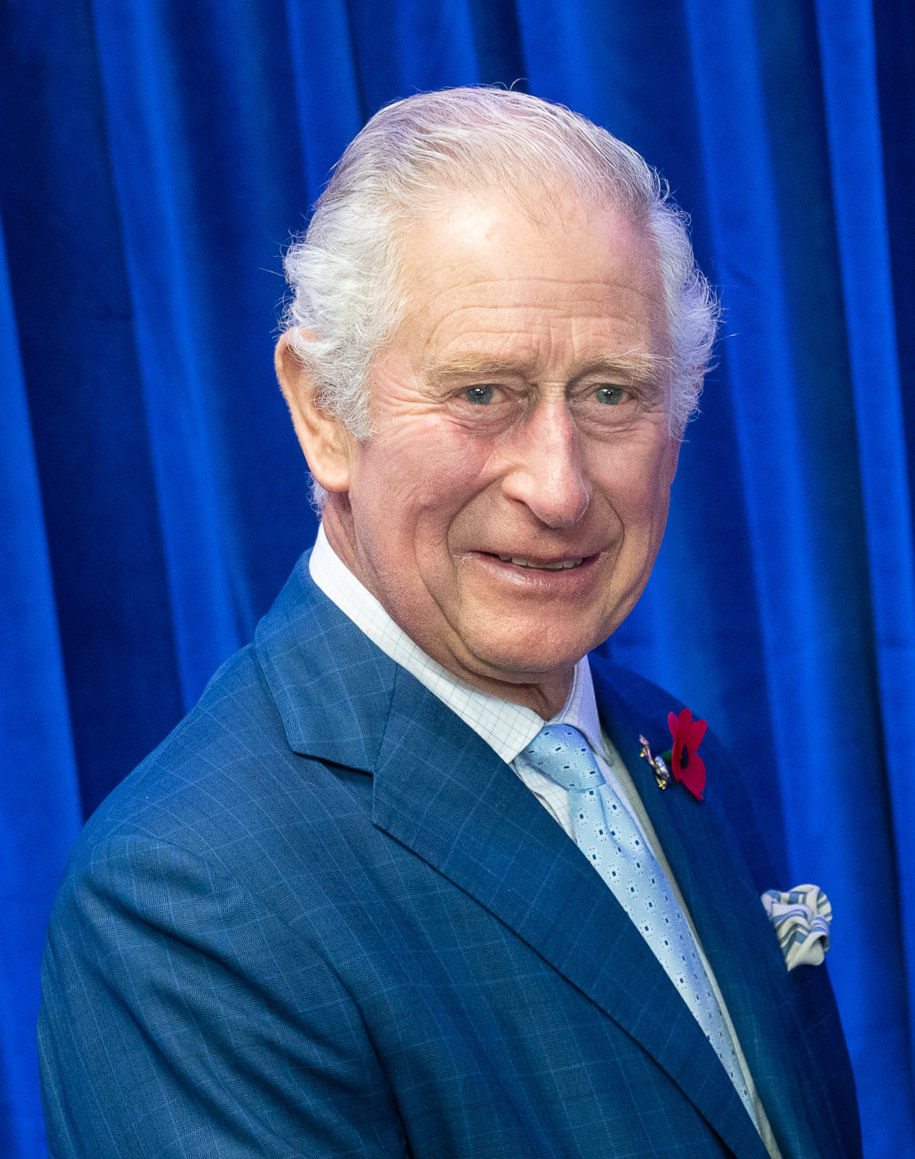
Charles III, roi du Royaume-Uni depuis 2022.

### Premier ministre
Le premier ministre en fonction au début du cycle parlementaire est Mark Drakeford.

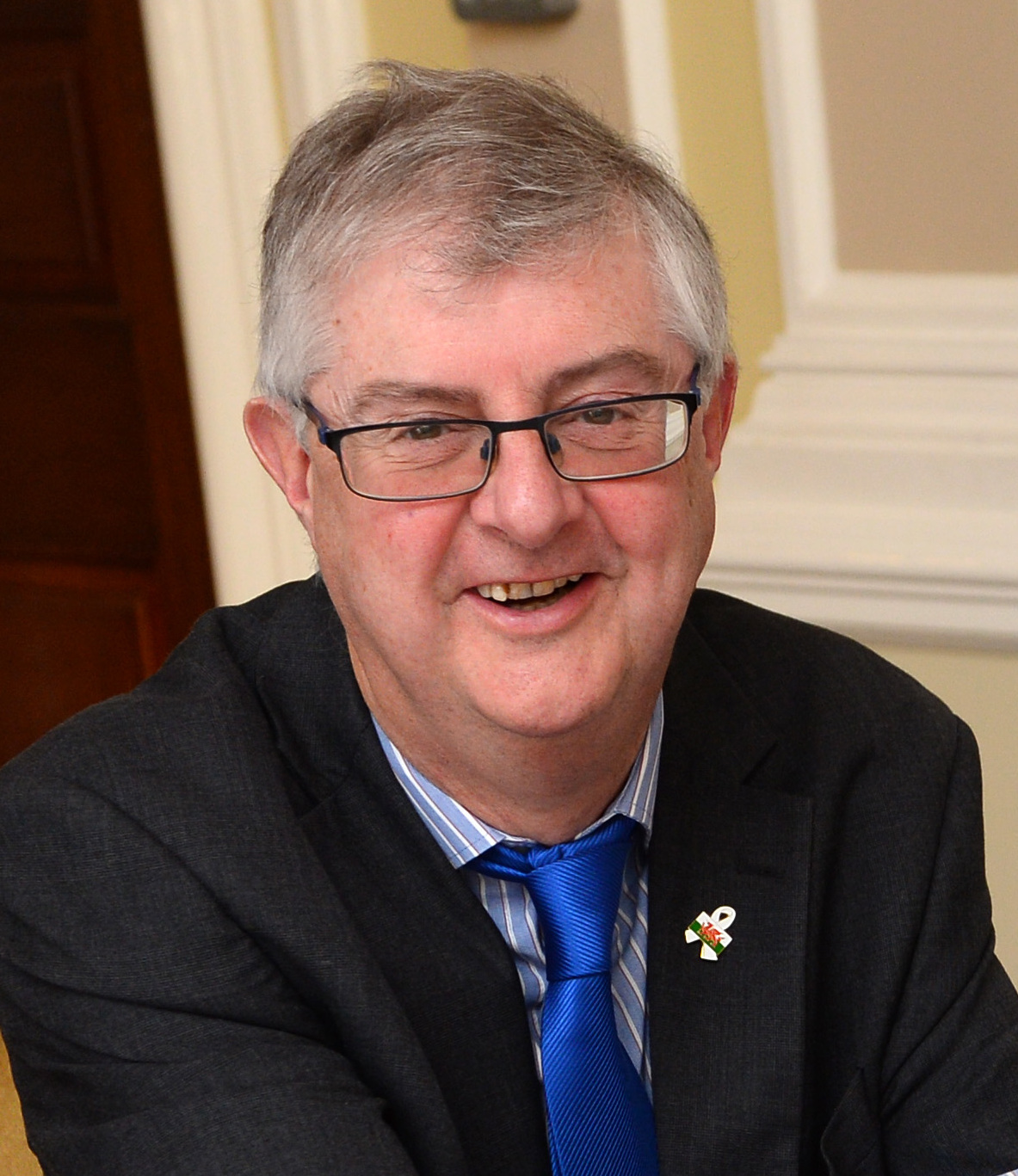
Mark Drakeford, premier ministre depuis 2018.

### Gouvernements successifs
Deux structures gouvernementales, appelées « gouvernement gallois », sont en fonction pendant le VIe Senedd,.
| No  | Nom                       | Dates de mandat                                               | Partis                       | Premier ministre                                  | Premier ministre | Composition initiale                              |
| --- | ------------------------- | ------------------------------------------------------------- | ---------------------------- | ------------------------------------------------- | ---------------- | ------------------------------------------------- |
| 1er | Gouvernement Drakeford I  | 8 — 12 mai 2021 (4 jours)                                     | Parti travailliste et divers |                                                   | Mark Drakeford   | 9 ministres 1 conseiller général 5 vice-ministres |
| 2d  | Gouvernement Drakeford II | En fonction depuis le 13 mai 2021 (4 ans, 2 mois et 13 jours) | Parti travailliste           | 7 ministres 1 conseiller général 5 vice-ministres | Mark Drakeford   |                                                   |

## Composition du Parlement gallois

### Résultats des élections générales de 2021
Des élections du Parlement gallois sont organisées le 6 mai 2021. Il s’agit des sixièmes élections autonomes au pays de Galles instituées dans le cadre de la dévolution du pouvoir. Aussi, au sens du Senedd and Elections (Wales) Act 2020, les électeurs de 16 et 17 ans ont le droit de participer à ce scrutin pour la première fois,.
Compte tenu des modalités d’élection des membres du Senedd selon le système du membre additionnel (additional member system en anglais), on distingue deux types de votes conduits simultanément et organisés à un tour, :
- un scrutin uninominal majoritaire d’un représentant dans chacune des 40 circonscriptions ;
- un scrutin plurinominal de quatre représentants dans chacune des 5 régions électorales.

À l’issue de ces deux scrutins, les « sièges compensatoires » (top-up seats en anglais) sont distribués après plusieurs tours d’attribution en fonction du résultat d’une formation politique au niveau des circonscriptions et en fonction du pourcentage de voix obtenu régionalement.

#### Votes
Au niveau des circonscriptions, 40 sièges sont en jeu et 308 personnes se portent candidates à ces élections tandis que 326 candidats s’affrontent dans des listes à l’échelle des 5 régions électorales devant élire 4 représentants chacune, soit 20 sièges. Les conservateurs, les démocrates libéraux, les travaillistes et les nationalistes présentent des candidats dans toutes les circonscriptions.
La participation électorale s’élève à 46 %, soit 1 point de plus qu’aux élections générales de l’Assemblée de 2016 (45 %).
| \| Pourcentages des votes régionaux et de circonscriptions[A 4] \| Pourcentages des votes régionaux et de circonscriptions[A 4] \| Pourcentages des votes régionaux et de circonscriptions[A 4] \| Pourcentages des votes régionaux et de circonscriptions[A 4] \| Pourcentages des votes régionaux et de circonscriptions[A 4] \| \| ------------------------------------------------------------ \| ------------------------------------------------------------ \| ------------------------------------------------------------ \| ------------------------------------------------------------ \| ------------------------------------------------------------ \| \| \| \| \| \| \| \| Parti travailliste \| Parti travailliste \| \| 38.01% \| 38.01% \| \| Conservateurs \| Conservateurs \| \| 25.57% \| 25.57% \| \| Plaid Cymru \| Plaid Cymru \| \| 20.50% \| 20.50% \| \| Démocrates libéraux \| Démocrates libéraux \| \| 4.61% \| 4.61% \| \| Vert \| Vert \| \| 2.99% \| 2.99% \| \| Abolir l’Assemblée galloise \| Abolir l’Assemblée galloise \| \| 2.68% \| 2.68% \| \| UKIP \| UKIP \| \| 1.17% \| 1.17% \| \| Autres \| Autres \| \| 4.47% \| 4.47% \| |                             |  |        |        |
| Pourcentages des votes régionaux et de circonscriptions |                             |  |        |        |
| |                             |  |        |        |
| Parti travailliste | Parti travailliste          |  | 38.01% | 38.01% |
| Conservateurs | Conservateurs               |  | 25.57% | 25.57% |
| Plaid Cymru | Plaid Cymru                 |  | 20.50% | 20.50% |
| Démocrates libéraux | Démocrates libéraux         |  | 4.61%  | 4.61%  |
| Vert | Vert                        |  | 2.99%  | 2.99%  |
| Abolir l’Assemblée galloise | Abolir l’Assemblée galloise |  | 2.68%  | 2.68%  |
| UKIP | UKIP                        |  | 1.17%  | 1.17%  |
| Autres | Autres                      |  | 4.47%  | 4.47%  |

#### Répartition des sièges
Seuls quatre partis politiques sont représentés au Parlement gallois. Aucun d’entre eux ne détient la majorité absolue (31 sièges), mais le parti ayant le contingent le plus important de membres du Senedd est le Parti travailliste avec 30 sièges.
| \| Pourcentage des sièges de membres du Senedd[A 4],[γ] \| Pourcentage des sièges de membres du Senedd[A 4],[γ] \| Pourcentage des sièges de membres du Senedd[A 4],[γ] \| Pourcentage des sièges de membres du Senedd[A 4],[γ] \| Pourcentage des sièges de membres du Senedd[A 4],[γ] \| \| ---------------------------------------------------- \| ---------------------------------------------------- \| ---------------------------------------------------- \| ---------------------------------------------------- \| ---------------------------------------------------- \| \| \| \| \| \| \| \| Parti travailliste \| Parti travailliste \| \| 50.00% \| 50.00% \| \| Conservateurs \| Conservateurs \| \| 26.67% \| 26.67% \| \| Plaid Cymru \| Plaid Cymru \| \| 21.67% \| 21.67% \| \| Démocrates libéraux \| Démocrates libéraux \| \| 1.67% \| 1.67% \| |                     |  |        |        |
| Pourcentage des sièges de membres du Senedd, |                     |  |        |        |
| |                     |  |        |        |
| Parti travailliste | Parti travailliste  |  | 50.00% | 50.00% |
| Conservateurs | Conservateurs       |  | 26.67% | 26.67% |
| Plaid Cymru | Plaid Cymru         |  | 21.67% | 21.67% |
| Démocrates libéraux | Démocrates libéraux |  | 1.67%  | 1.67%  |

#### Parlement entrant
Le Parlement gallois élu le 6 mai 2021 entre en fonction le surlendemain, lorsque les membres du Senedd sont déclarés élus.
La séance d’installation du Senedd se déroule le 12 mai 2021.
| Type               | Type              | Parti politique | Parti politique | Parti politique | Parti politique | Parti politique | Parti politique | Parti politique | Parti politique | Parti politique | Parti politique   | Parti politique   | Parti politique   | Parti politique | Parti politique | Parti politique | Ensemble | Ensemble      | Ensemble |
| Type               | Type              | Travailliste    | Travailliste    | Travailliste    | Conservateur    | Conservateur    | Conservateur    | Plaid           | Plaid           | Plaid           | Démocrate libéral | Démocrate libéral | Démocrate libéral | UKIP            | UKIP            | UKIP            | Ensemble | Ensemble      | Ensemble |
| ------------------ | ----------------- | --------------- | --------------- | --------------- | --------------- | --------------- | --------------- | --------------- | --------------- | --------------- | ----------------- | ----------------- | ----------------- | --------------- | --------------- | --------------- | -------- | ------------- | -------- |
| Type               | Type              |                 |                 |                 |                 |                 |                 |                 |                 |                 |                   |                   |                   |                 |                 |                 | Ensemble | Ensemble      | Ensemble |
| Type               | Type              | Nb              | ±               | %               | Nb              | ±               | %               | Nb              | ±               | %               | Nb                | ±                 | %                 | Nb              | ±               | %               | Nb       | ±             | %        |
| Mode d’élection    | Uninominal        | 27              |                 | 90,00           | 8               | 2               | 50,00           | 5               | 1               | 38,46           | 0                 | 1                 | 0,00              | 0               | en stagnation   | 0,00            | 40       | en stagnation | 66,67    |
| Mode d’élection    | Plurinominal      | 3               | 1               | 10,00           | 8               | 3               | 50,00           | 8               | 2               | 61,54           | 1                 | 1                 | 100,00            | 0               | 7               | 0,00            | 20       | en stagnation | 33,33    |
| Sexe               | Hommes            | 13              | 1               | 43,33           | 13              | 5               | 81,25           | 8               | en stagnation   | 61,54           | 0                 | en stagnation     | 0,00              | 0               | 5               | 0,00            | 34       | 1             | 56,67    |
| Sexe               | Femmes            | 17              | 2               | 56,67           | 3               | en stagnation   | 18,75           | 5               | 1               | 38,46           | 1                 | en stagnation     | 100,00            | 0               | 2               | 0,00            | 26       | 1             | 43,33    |
| Exercice du mandat | Avant l’élection  | 27              | 8               | 90,00           | 7               | 4               | 46,67           | 6               | 2               | 46,15           | 0                 | 1                 | 0,00              | 0               | en stagnation   | 0,00            | 40       | 1             | 66,67    |
| Exercice du mandat | Depuis l’élection | 3               | 7               | 10,00           | 9               | 9               | 53,33           | 7               | 3               | 53,85           | 1                 | 1                 | 100,00            | 0               | 7               | 0,00            | 20       | 1             | 33,33    |

## Élection de la présidence du Senedd
Le président du Senedd est élu le 12 mai 2021 à la séance d’ouverture de la VIe législature. Elle est présidée par Manon Antoniazzi, directrice générale et greffière du Senedd.
La greffière demande aux membres du Senedd des candidatures pour le poste. Lynne Neagle, membre du groupe travailliste, propose alors la candidature d’Elin Jones (Plaid Cymru) que Siân Gwenllian appuie en qualité de représentant des nationalistes, tandis que Laura Anne Jones propose le nom de Russell George avec le soutien d’Alun Davies (travailliste). Une élection à bulletin secret est alors mise en place pour les départager et Elin Jones la remporte et est déclarée présidente par la greffière.
| Candidat       | Groupe         | Groupe         | Premier tour | Premier tour | Situation |
| Candidat       | Groupe         | Groupe         | Voix         | %            | Situation |
| -------------- | -------------- | -------------- | ------------ | ------------ | --------- |
| Elin Jones     |                | Plaid          | 35           | 58,33        | Élue      |
| Russell George |                | Conservateur   | 25           | 41,67        |           |
|                |                |                |              |              |           |
| Inscrits       | Inscrits       | Inscrits       | 60           | 100,00       |           |
| Votants        | Votants        | Votants        | 60           | 100,00       |           |
| Blancs et nuls | Blancs et nuls | Blancs et nuls | 0            | 0,00         |           |
| Exprimés       | Exprimés       | Exprimés       | 60           | 100,00       |           |

La présidente demande ensuite à ses collègues des candidats pour le poste de vice-président du Senedd. La travailliste Joyce Watson propose David Rees (Parti travailliste) pour le poste, avec l’appui du nationaliste Llyr Gruffydd, alors que Dawn Bowden (Parti travailliste) nomme son collègue Hefin David, avec le soutien de la conservatrice Laura Anne Jones. Après une élection à bulletin secret, David Rees est déclaré vice-président par la présidente.
| Candidat       | Groupe         | Groupe             | Premier tour | Premier tour | Situation |
| Candidat       | Groupe         | Groupe             | Voix         | %            | Situation |
| -------------- | -------------- | ------------------ | ------------ | ------------ | --------- |
| David Rees     |                | Parti travailliste | 35           | 59,32        | Élu       |
| Hefin David    |                | Parti travailliste | 24           | 40,68        |           |
|                |                |                    |              |              |           |
| Inscrits       | Inscrits       | Inscrits           | 59           | 100,00       |           |
| Votants        | Votants        | Votants            | 59           | 98,33        |           |
| Blancs et nuls | Blancs et nuls | Blancs et nuls     | 0            | 0,00         |           |
| Exprimés       | Exprimés       | Exprimés           | 59           | 100,00       |           |

## Élection du premier ministre
Lors de la séance inaugurale du 12 mai 2021, la présidente du Senedd suggère aux membres du Senedd de proposer un candidat pour occuper le poste de premier ministre. Rebecca Evans, au nom du Parti travailliste avance la candidature de Mark Drakeford. À défaut d’autre nomination, Mark Drakeford est recommandé par la présidente à la reine pour être nommé premier ministre.

## Élection de la commission du Senedd
La nomination des membres de la commission du Senedd est adoptée le 23 juin 2021 sur proposition du comité des Affaires :
- Ken Skates (en) et Joyce Watson (en) y représentent le Parti travailliste ;
- Rhun ap Iorwerth Plaid Cymru ;
- Janet Finch-Saunders (en) les conservateurs.

## Groupes politiques

### Présidences et statuts des groupes
| Groupes                           | Groupes | Chef                           | Statut vis-à-vis du cabinet | Statut vis-à-vis du cabinet |
| Groupes                           | Groupes | Chef                           | Position                    | Période                     |
| --------------------------------- | --- | ------------------------------ | --------------------------- | --------------------------- |
|                                   | Groupe du Parti travailliste gallois (en) Welsh Labour Group (cy) Grŵp Llafur Cymru                         | Mark Drakeford (depuis 2021)   | Participation - (I - II)    | Depuis 2021                 |
|                                   | Groupe du Parti conservateur gallois (en) Welsh Conservative Party Group (cy) Grŵp Plaid Ceidwadwyr Cymreig | Andrew Davies (depuis 2021)    | Opposition (officielle)     | Depuis 2021                 |
|                                   | Groupe de Plaid Cymru (en) Plaid Cymru Group (cy) Grŵp Plaid Cymru                                          | Adam Price (2021-2023)         | Opposition                  | 2021                        |
| Soutien sans participation - (II) | Groupe de Plaid Cymru (en) Plaid Cymru Group (cy) Grŵp Plaid Cymru                                          | Adam Price (2021-2023)         | Depuis 2021                 |                             |
| Soutien sans participation - (II) | Groupe de Plaid Cymru (en) Plaid Cymru Group (cy) Grŵp Plaid Cymru                                          | Llyr Gruffydd (2023)           | Depuis 2021                 |                             |
| Soutien sans participation - (II) | Groupe de Plaid Cymru (en) Plaid Cymru Group (cy) Grŵp Plaid Cymru                                          | Rhun ap Iorwerth (depuis 2023) | Depuis 2021                 |                             |

### Composition
À l’ouverture du VIe Senedd, trois groupes politiques sont formés au Parlement gallois.

#### Parti travailliste
Le groupe du Parti travailliste gallois (Welsh Labour Group en anglais et Grŵp Llafur Cymru en gallois), couramment abrégé en groupe travailliste, se compose de 30 membres du Senedd à l’entrée en fonction de la législature.
Mark Drakeford dirige le parti depuis la course à la direction du 8 décembre 2018 (en) après la démission de Carwyn Jones du poste dirigeant. Succédant officiellement à ce dernier en tant que premier ministre le 12 décembre suivant — sous la Ve législature, il est reconduit dans la direction du gouvernement à l’entrée en fonction du VIe Senedd le 12 mai 2021,,.

#### Conservateurs
Le groupe du Parti conservateur gallois (Welsh Conservative Party Group en anglais et Grŵp Plaid Ceidwadwyr Cymreig en gallois), couramment abrégé en groupe conservateur, se compose de 16 membres du Senedd à l’entrée en fonction de la législature.
Andrew R. T. Davies, dirigeant du groupe conservateur au 14 juillet 2011 à la suite de la démission de Nick Bourne, sous la IVe législature, démissionne de sa position le 27 juin 2018, au cours de la Ve législature. Paul Davies lui succède dans la direction du groupe et du parti le 6 septembre suivant. Cependant, ce dernier démissionne de sa fonction le 23 janvier 2021, impliqué dans une affaire autour de la Covid-19 impliquant plusieurs de ses collègues et lui-même. Ainsi, Andrew R. T. Davies est de nouveau désigné chef du groupe des conversateurs le lendemain. Chef du parti pendant les élections générales, il se fait reconduire dans la direction du parti parlementaire à l’entrée en fonction du VIe Senedd,,,,,,.

#### Plaid Cymru
Le groupe de Plaid Cymru (Plaid Cymru Group en anglais et Grŵp Plaid Cymru en gallois) se compose de 13 membres du Senedd à l’entrée en fonction de la législature.
Adam Price est le chef du groupe et du parti depuis le 28 septembre 2018 à la suite d’une course à la direction de Plaid Cymru (en) perdue par la sortante Leanne Wood. Reconduit sous la VIe législature, il signe au nom de son parti un accord de coopération de 3 ans avec le gouvernement travailliste le 22 novembre 2021,,.
Le 10 mai 2023, Adam Price annonce sa volonté de démissionner de sa position de chef ; le lendemain, Llyr Gruffydd est placé à la tête du groupe de façon intérimaire par ses pairs. Un scrutin interne s’organise alors pour désigner un nouveau dirigeant, mais, sans aucune opposition dans cette course, Rhun ap Iorwerth est déclaré chef le 16 juin,.

#### Non-inscrits
À l’ouverture du cycle parlementaire, Jane Dodds est la seule membre du Senedd à siéger en indépendante (not affiliated to a politic group en anglais, littéralement « non affiliée à un groupe politique » ; heb grŵp en gallois, littéralement « sans groupe »). Dirigeante de la branche galloise des Démocrates libéraux depuis 2017, elle est la seule personnalité du parti à avoir été élue en 2021. Contrairement à Kirsty Williams en 2016, elle décide de ne pas soutenir l’action du gouvernement,,.
Le 8 novembre 2022, Rhys ab Owen rejoint les bancs des non-inscrits après sa suspension du groupe nationaliste.

### Historique de la composition des groupes
|                  | Groupe                                                 | Groupe                                                 | Groupe                                                 | Non-inscrits                                           | Vacants                                                |                                                        |
| LAB              | CON                                                    | PC                                                     |                                                        | Non-inscrits                                           | Vacants                                                |                                                        |
| ---------------- | ------------------------------------------------------ | ------------------------------------------------------ | ------------------------------------------------------ | ------------------------------------------------------ | ------------------------------------------------------ | ------------------------------------------------------ |
|                  |                                                        |                                                        |                                                        | Non-inscrits                                           | Vacants                                                |                                                        |
| 8 mai 2021       | Début du VIe Senedd                                    | Début du VIe Senedd                                    | Début du VIe Senedd                                    | Début du VIe Senedd                                    | Début du VIe Senedd                                    | Début du VIe Senedd                                    |
| 12 mai 2021      | 30                                                     | 16                                                     | 13                                                     | 1                                                      |                                                        |                                                        |
| 21 novembre 2021 | Accord de coopération entre les travaillistes et Plaid | Accord de coopération entre les travaillistes et Plaid | Accord de coopération entre les travaillistes et Plaid | Accord de coopération entre les travaillistes et Plaid | Accord de coopération entre les travaillistes et Plaid | Accord de coopération entre les travaillistes et Plaid |
| 21 novembre 2021 | 30                                                     | 16                                                     | 13                                                     | 2                                                      |                                                        |                                                        |
| 8 novembre 2022  | 30                                                     | 16                                                     | 12                                                     | 2                                                      |                                                        |                                                        |

## Présidences des comités
Le comité des Affaires est le premier à être créé le 19 mai 2021. Le deuxième est érigé en séance plénière le 26 mai 2021 sous le nom de comité intérimaire la Législation subordonnée, avec la désignation de son président et de ses membres le même jour. Recomposé et renommé le 23 juin suivant, il devient le comité de la Législation, de la Justice et de la Constitution,,.
Aussi, onze comités sont formés lors de la séance plénière du 23 juin 2021 : celui des Enfants, des Jeunes et de l’Éducation ; celui de la Santé et de la Protection sociale ; celui de l’Économie, du Commerce et des Affaires rurales ; celui du Changement climatique, de l’Environnement et des Infrastructures ; celui de l’Égalité et de la Justice sociale ; celui de la Culture, des Communications, de la Langue galloise, des Sports et des Relations internationales ; celui du Gouvernement local et du Logement ; celui des Finances ; celui des Comptes publics et de l’Administration publique ; celui des Normes de conduites ; et celui des Pétitions. Les compositions et présidences de ces comités sont actées le 29 juin,.
Alors que la création du comité du Llywydd est formulée le 14 juillet 2021, celle du comité de l’Examen du premier ministre et celle du comité à des fins spéciales sur la Réforme du Senedd adviennent le 6 octobre 2021. Ce dernier est automatiquement dissous le jour de la publication de son rapport en séance plénière qui se tient le 8 juin 2022,,.
Le comité à des fins spéciales d’enquête sur la Covid-19 au pays de Galles est créé le 16 mai 2023 et ses membres sont nommés le 24 mai suivant ; il est dirigé par deux co-présidents. Un comité du Projet de loi de réforme est créé le 12 juillet 2023, sa composition étant entérinée le jour même,,.
| Comité législatif                                                             | Formation       | Président              | Groupe | Groupe       | Période     |
| ----------------------------------------------------------------------------- | --------------- | ---------------------- | ------ | ------------ | ----------- |
| Affaires                                                                      | 19 mai 2021     | Elin Jones             |        | Aucun        | Depuis 2021 |
| Législation, Justice et Constitution                                          | 26 mai 2021     | David Rees             |        | Aucun        | 2021        |
| Législation, Justice et Constitution                                          | 26 mai 2021     | Huw Irranca-Davies     |        | Travailliste | Depuis 2021 |
| Changement climatique, Environnement et Infrastructures                       | 23 juin 2021    | Llyr Gruffydd          |        | Plaid        | Depuis 2021 |
| Comptes publics et Administration publique                                    | 23 juin 2021    | Mark Isherwood         |        | Conservateur | Depuis 2021 |
| Culture, Communications, Langue galloise, Sports et Relations internationales | 23 juin 2021    | Delyth Jewell          |        | Plaid        | Depuis 2021 |
| Économie, Commerce et Affaires rurales                                        | 23 juin 2021    | Paul Davies            |        | Conservateur | Depuis 2021 |
| Égalité et Justice sociale                                                    | 23 juin 2021    | Jenny Rathbone         |        | Travailliste | Depuis 2021 |
| Enfants, Jeunes et Éducation                                                  | 23 juin 2021    | Jayne Bryant           |        | Travailliste | Depuis 2021 |
| Finances                                                                      | 23 juin 2021    | Peredur Owen Griffiths |        | Plaid        | Depuis 2021 |
| Gouvernement local et Logement                                                | 23 juin 2021    | John Griffiths         |        | Travailliste | Depuis 2021 |
| Normes de conduite                                                            | 23 juin 2021    | Vikki Howells          |        | Travailliste | Depuis 2021 |
| Pétitions                                                                     | 23 juin 2021    | Jack Sargeant          |        | Travailliste | Depuis 2021 |
| Santé et Protection sociale                                                   | 23 juin 2021    | Russell George         |        | Conservateur | Depuis 2021 |
| Llywydd                                                                       | 14 juillet 2021 | David Rees             |        | Aucun        | Depuis 2021 |
| Examen du premier ministre                                                    | 6 octobre 2021  | David Rees             |        | Aucun        | Depuis 2021 |
| Réforme du Senedd (fins spéciales)                                            | 6 octobre 2021  | Huw Irranca-Davies,    |        | Travailliste | 2021-2022   |
| Covid-19 au pays de Galles (fins spéciales d’enquête)                         | 14 mai 2023     | Joyce Watson           |        | Travailliste | Depuis 2023 |
| Covid-19 au pays de Galles (fins spéciales d’enquête)                         | 14 mai 2023     | Tom Giffard            |        | Conservateur | Depuis 2023 |
| Projet de loi de réforme                                                      | 12 juillet 2023 | David Rees             |        | Travailliste | Depuis 2023 |

## Principaux événements
| Date              | Événement |
| ----------------- | --- |
| 6 mai 2021        | Sixièmes élections du Parlement gallois |
| 8 mai 2021        | Ouverture du cycle parlementaire |
| 12 mai 2021       | Séance inaugurale du Senedd : - Elin Jones est élue présidente - David Rees est élu vice-président - Mark Drakeford est élu premier ministre                                            |
| 13 mai 2021       | Formation du gouvernement de Mark Drakeford |
| 23 juin 2021      | Élection des commissaires du Senedd |
| 14 octobre 2021   | Ouverture solennelle du Senedd par Élisabeth II, le prince de Galles et la duchesse de Cornouailles                                                                                     |
| 22 novembre 2021  | Ratification de l’accord de coopération entre le gouvernement et Plaid Cymru |
| 8 septembre 2022  | Mort d’Élisabeth II |
| 8 septembre 2022  | Accession au trône de Charles III |
| 11 septembre 2022 | Réouverture extraordinaire du Senedd à la suite de la mort de la reine dans laquelle une motion de condoléance adoptée en séance plénière est adressée aux membres de la famille royale |
| 16 septembre 2022 | Présentation des condoléances à Charles III |